# Peter Marius Andersen
Peter Marius Andersen (Copenhague, 25 de abril de 1885 - 20 de março de 1972) foi um futebolista dinamarquês, medalhista olímpico.
Peter Marius Andersen competiu nos Jogos Olímpicos de Verão de 1908 em Londres. Ele ganhou a medalha de prata.